# Morvan-hegység

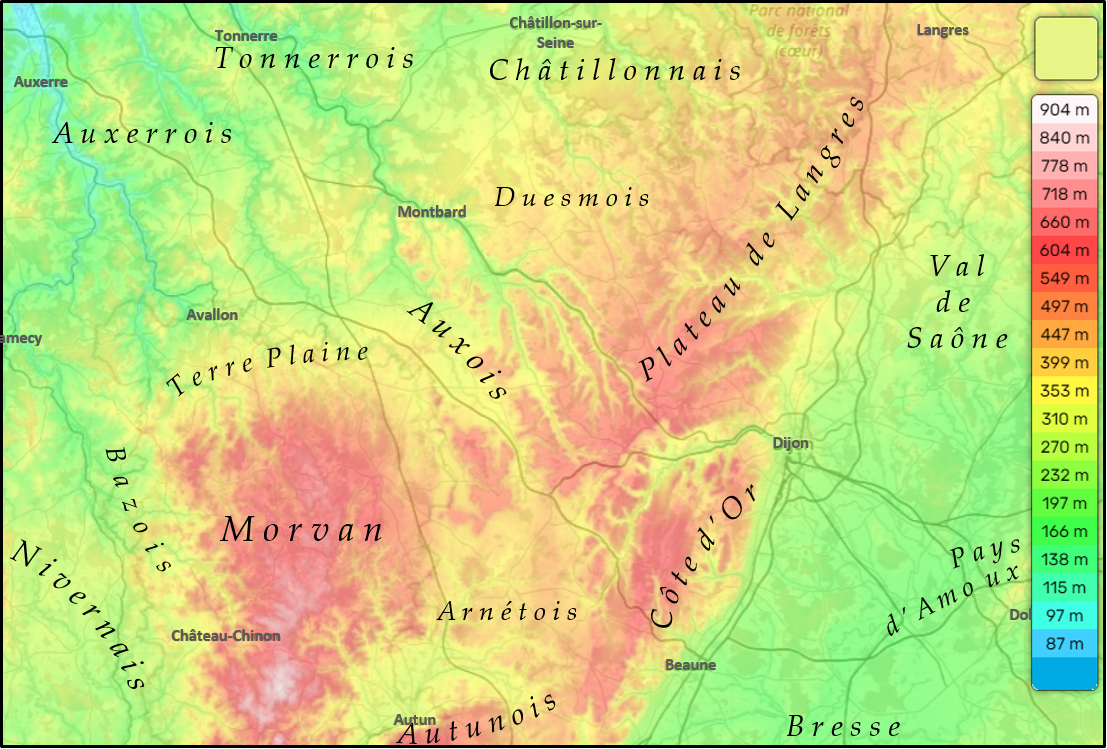
A Morvan és a környező tájak

A Morvan-hegység természeti régió (région naturelle), kisebb középhegység Franciaországban, melynek területén kisebb vagy nagyobb mértékben Burgundia-Franche-Comté négy megyéje: Côte-d’Or, Saône-et-Loire, Yonne és a legnagyobb területtel Nièvre osztozik. 1970-ben a hegységben regionális natúrparkot hoztak létre.

## Ismertetése
A Morvan a Párizsi-medencétől délkeletre és a Francia-középhegységtől északkeletre fekvő kisebb középhegység, 300 és 900 méter közötti magasságban elterülő masszívum. A Francia-középhegység északkeleti végződésének vagy nyúlványának is tekinthető. Óidei gránit és kristályos palák építik fel, melyekre jóval később vulkáni rétegek települtek. Viszonylag jól elkülöníthető környezetétől, hiszen mészkő- és üledékes síkságokból álló depressziók [süllyedékek] veszik körül. Északon Avallonig terjed, ahol a gránit az északi mészkőfennsík alá bukik. Északkeleten az Auxois-vidék választja el a Langres-fennsíktól, délkeleten az Arroux völgye és Autun, délen pedig Charolles vidéke határolja.
Felszínét többnyire 400 m-nél magasabb, lekerekített domborzati formák jellemzik, amelyeket néhol mély völgyek választanak el egymástól. A tengerszint feletti magassága délről észak felé haladva fokozatosan csökken. Legmagasabb pontja az Haut-Folin (901 m), és a többi magas hegycsúcs (Mont Preneley, 855 m; Mont Beuvray, 821 m) szintén délen található.
A gerinceket sűrű erdők, a lejtőket rétek, bozótos-sövényes tájak (bocage) borítják. A gránittalajokból kialakult völgytalpakat, ahol a víz megáll, mocsaras rétek uralják. A hegységet sokáig elszigetelte környezetétől a domborzat és az erdő. Éghajlata meglehetősen hűvös és csapadékos. A fő közlekedési útvonalak elkerülik; a hegység peremén, északon és keleten vezet az A6-os autópálya és a TGV nagysebességű vasútvonal.
A Morvant nagyrészt mezőgazdasági területek (55%) és erdők (45%) foglalják el, de eloszlásuk nem egyenletes. Az erdők leginkább a központi részeken találhatók, míg a peremvidékek, különösen északnyugaton és délen – az Arroux folyó sík vidékén –, sokkal inkább mezőgazdasági jellegűek. 
Az erdők 53%-a lombhullató fafajokból áll, a többi tűlevelű és vegyes erdő.
A földhasználatot a gyepterületek jelentős túlsúlya jellemzi. Régen a gazdálkodást a kisbirtok jellemezte, ahol vegyes gazdálkodást és állattenyésztést folytattak. Az 1950-es évek után a mezőgazdaság jelentős része a tejhasznú szarvasmarha-tenyésztésre szakosodott, amely nagy területeket igényel a takarmánytermeléshez (legelők, kaszálók).

## Vizek
A Morvan két nagy folyó, a Szajna és a Loire vízgyűjtőjén fekszik. Számos folyó halad északra és keletre a Szajna és a Párizsi-medence felé, a legfontosabb az Yonne és mellékfolyója, a Cure. Délen kisebb folyók szállítják vizüket a Loire jobb oldali mellékfolyói: az Arroux és az Aron felé.
A Morvanra számos mesterséges tó jelenléte jellemző, melyeket kisebb folyók medrében alakítottak ki. Egy részük a 17. században kezdődött tutajozásnak (faúsztatásnak) köszönheti eredetét.
Köztük legnagyobb az Yonne felső folyásán épített Pannecière-víztározó (520 ha), mely a Szajna vizének szabályozásában vesz részt; és a legrégebbi, a Cure-ön kialakított Settons (320 ha), a pihenés és a vízisportok központja.

## A Morvan regionális natúrpark
A Morvan regionális natúrparkot 1970-ben hozták létre. Azóta 324 900 hektárnyi területen 133 községet tömörít 71 877 lakossal (három ún. partnervárosával együtt). Igazgatási központja a Nièvre megyei Saint-Brissonban van. A 2020–2035-ös időszakra a regionális natúrparknak három szerződéses partnervárosa van: Arnay-le-Duc, Corbigny és Châtillon-en-Bazois. Ezek a natúrpark területének peremén helyezkednek el. Más, korábbi adatok is találhatók, az alábbi térkép pl. (feltöltve 2019-ben) még 117 községet és 6 partnervárost tüntet fel, viszont közli a natúrpark területének nagyságát: 2990 km².

## Települések
A városok kicsik, a települések szétszórtan helyezkednek el. Hosszú időn át Château-Chinon számított a térség központjának, de egyébként a történelmi városok (ún. kapuvárosok) a Morvan peremén alakultak ki. Keleten található Saulieu, mely gasztronómiájáról híres. Északon Vézelay a bazilikájában őrzött Mária Magdolna ereklyéknek köszönheti hírét. A Santiago de Compostela felé vezető úton fekvő zarándokhelyen egykor Clairvaux-i Szent Bernát prédikált a második keresztes hadjárat során. A Szent Mária Magdolna-bazilika az UNESCO világörökség része.
A délkeleti Autunt Augustus császár alapította. A római korból maradt fenn a bástyákon kívül a város amfiteátruma és a Janus-temploma. Délen, a Beuvray-hegyen találhatók Bibracte, a nagy gall oppidum, a haeduusok egykori fővárosának maradványai. A 19. század óta feltárták, és a kelta civilizáció tanulmányozásának helyszíne lett.
A kapuvárosok kivételével a Morvanra a középkor óta jellemzőek az elszórtan fekvő hameauk (törpefalvak vagy tanyák), ahol a vidék többsége él. Egy-egy falunak számos hameauja van, és némelyiknek már több is a lakosa, mint a „központi”  falué.

## Az erdők hasznosítása
A nagy kiterjedésű erdők gazdag faállományát a 16. század második felétől három évszázadig  Párizs tűzifaellátására használták, amit a folyókon faúsztatással oldottak meg. A hegyekben kivágott szálfákat gyűjtőhelyekre szállították (Clamecy, Vermenton), ott tutajokba kötötték és „flottákban” eresztették le a síkság felé tartó Yonne-on, majd a Szajnán Párizsba. Ez a szállítási forma az 1920-as évek elején szűnt  meg. A megfogyatkozott erdők pótlására az 1850-es években faültetések kezdődtek, és az 1950-es évektől a földtulajdonosokat is ösztönzni kezdték az erdőtelepítésre.
A Morvan Franciaország fő karácsonyfa-termesztő régiója. A vízenyős és hűvös vidék kiválóan alkalmas a tűlevelű fák termesztésére, ami inkább a mezőgazdaság, mint az erdőgazdálkodás körébe tartozik. A karácsonyfatermesztés kb. 2000 hektáron folyik, a regionális natúrpark északi–középső részén összpontosul és a termelők széles körét tömöríti.